# Ivo Pilar
Ivo Pilar (Zagreb, 19. lipnja 1874. – Zagreb, 3. rujna 1933.), bio je hrvatski pravnik, povjesničar, sociolog, publicist, filozofski pisac i pravaški političar, smatra se utemeljiteljem hrvatske geopolitike. Njegovim imenom nazvan je Institut društvenih znanosti "Ivo Pilar" u Zagrebu.

## Životopis

### Mladost, školovanje i radovi
Ivo Pilar rodio se u Zagrebu 1874. godine. Rodio se u obitelji starinom iz Češke, koja se prema nekim naznakama davno doselila iz Španjolske. Ivini su se predci u Hrvatsku naselili u Brodu na Savi, današnjem Slavonskom Brodu. Ondje mu se rodio otac Đuro Pilar, akademik, sveučilišni profesor, geolog i paleontolog europskoga glasa, te stric Martin Pilar (1861. – 1942.), ugledni arhitekt s kojim je održavao živu vezu i nakon povratka iz Tuzle u Zagreb (1920.). Mati Klementina bila je kći Gjure Crnadka (1820. – 1908.), poduzetnika i istaknutog kulturnog radnika (suutemeljitelja Matice, Akademije i Sveučilišta), saborskog zastupnika i zagrebačkog podnačelnika.
U Zagrebu je pohađao pučku školu. Klasičnu gimnaziju završio je u Zagrebu 1893. godine. Na Visokoj školi za vanjsku trgovinu u Beču završio je jednogodišnji trgovački tečaj. Studij prava završio u Beču, a na prestižnoj pariškoj École de droit slušao je predavanja kojima zaokružuje naobrazbu. Nakon Pariza, vrativši se u Beč, doktorirao je, a svečana promocija bila je 14. srpnja 1899. godine. Nakon studija kratko je radio kao tajnik u korporaciji za željeznu industriju, odakle odlazi u Sarajevo, gdje je postavljen za tajnika ravnatelja Zemaljske privredne banke. Bio je jedan od ideologa Hrvatske Moderne, a u Kolu hrvatskih književnika, koji su se od 1900. godine okupljali oko Kranjčevića, bio je i Pilar. Studije i članke objavljivao je u Kranjčevićevoj Nadi i u nekim zagrebačkim književnim časopisima. Međutim, ne zadržava se dugo u ovoj službi, nego prima posao službenika kod Sudbenoga stola u istome gradu. i odvjetnički perovođa od 1901. godine.

### Odvjetnik u Tuzli
Godine 1905. odlazi u Tuzlu i otvara odvjetničku pisarnicu. U Tuzli, gdje je razvio jaku pravničku i hrvatsku aktivnost, ostaje raditi kao odvjetnik do proljeća 1920. godine. Prilike u Bosni sve više ga zaokupljaju, osobito položaj hrvatskoga naroda, pa se aktivno uključuje i u politički život, uvjeren da hrvatska politika mora postati odlučnija u zaštiti interesa i prava Hrvata u Bosni i Hercegovini. Godine 1906. jedan je od osnivača Hrvatske narodne zajednice, pravaške političke stranke u Bosni i Hercegovini, pokušavajući pasivni hrvatski puk politički osvijestiti i pripremiti za nailazeće sudbonosne događaje. U veljači 1908. godine postaje članom Središnjeg odbora HNZ-a i predsjednikom Okružnog odbora HNZ-a Donja Tuzla. Po svemu sudeći je imao najrazvijeniju odvjetničku pisarnicuu Tuzli. Zastupao je Zemaljsku banku, Prvu hrvatsku štedionicu i njezine podružnice u Bosni i Hercegovini (Hrvatska centralna banka za B. i H. i Hrvatska zadružna banka d.d. u Sarajevu) i sve velike tvrtke u okrugu. Brzo je stekao veliki imetak i 1909. godine sagradio je vilu preko puta poštansko-brzojavne službe. Objavljuje brošuru Nadbiskup Štadler i Hrvatska narodna zajednica (Sarajevo, 1910.), koju nisu dobro primili u crkvenim krugovima, pa između njega i vrhbosanskoga nadbiskupa dolazi do političkoga razilaženja. U brošuri zaključuje da katolička vjera ima nedvojbeno iznimnu ulogu u čuvanju nacionalnoga identiteta Hrvata u Bosni, ali drži da postoje i stanovite razlike između interesa naroda i Crkve kao ustanove. Bio je vrlo praktičan čovjek i pokazivao je smisao za prilike u Bosni i Hercegovini, u kojoj je stoljećima vladalo šerijatsko pravo, zbog čega je bio vrlo cijenjen u Tuzli. Smisao i zalaganje za provedbu modernizacijskih procesa dokazao je već na opsežnome poslu prilagodbe Općeg austrijskog građanskog zakonika na ovdašnje prilike. Za razliku od nadbiskupa Stadlera, velikog autoriteta Hrvata u B. i H., zagovarao je interkonfesionalni pristup u hrvatskome političkom organiziranju, tj. neka Hrvati katolici i Hrvati muslimani surađuju, a Stadler je inzistirao da samo katolici budu članovi hrvatskih političkih organizacija. U toj polemičkoj brošuri Nadbiskup Stadler i Hrvatska narodna zajednica 1910. godine Pilar je protumačio zašto se se Hrvati u BiH ne smiju pozivati isključivo na svoju vjersku pripadnost te da zbog toga ne smije se stavljati znak jednakosti samo između hrvatstva i katoličanstva, jer se time odbijaju Hrvati-muslimani i tako slabi hrvatstvo.
Kad su se početkom 1912. godine u Bosanskom saboru zajednički usprotivili predstavnici muslimana i Srba povezivanju Bosne i Hercegovine s Hrvatskom, dojučerašnji protivnici Pilar i Stadler su se približili. Plan Hrvatske narodne zajednice predstavnici bosanskohercegovačkih muslimana u Bosanskom saboru su odbili. Planom se podrazumijevalo stvoriti hrvatski katoličko-muslimanski politički blok, koji bi se uspio suprotstaviti nastojanjima Srba da BiH odcijepi od Monarhije i pripoji Kraljevini Srbiji. U Bosanskom saboru predstavnici muslimana i Srba zajednički su se usprotivili povezivanju BiH s Hrvatskom u okviru Monarhije, te se izjasnili za autonomiju te države. Stadler i Pilar otad su usko surađivali sve do pred kraj 1918. godine, snažno utjecavši na političko oblikovanje bosanskohercegovačkih Hrvata početkom 20. stoljeća.
Godine 1913. s kolegom odvjetnikom Viktorom Jankiewiczem osnovao je Hrvatski dom. Poslije sarajevskog atentata na Franju Ferdinanda 28. lipnja 1914. godine organizirao je prosvjede protiv urotnika te poziva građane na tjelesni obračun s protivnicima Monarhije. Svjetski rat zatječe ga u Tuzli i nasuprot  mnogim Hrvatima koji očekuju raspad omrznute Monarhije, Pilar upozorava kako je Monarhija jedini jamac ostanka hrvatstva, te da je svakako treba sačuvati, naravno reformiranu. Objavljuje u Zagrebu 1915. godine, pod pseudonimom dr. Juričić, studiju Svjetski rat i Hrvati. Pokus orijentacije hrvatskoga naroda još prije svršetka rata. Čini mu se, pače je uvjeren, kako hrvatska politička elita luta, ne snalazeći se u najnovijim događajima, i umjesto da jasno formulira ciljeve i program borbe hrvatskoga naroda u svjetskom ratu, inicijativu prepušta Srbima. Djelo je dobro primljeno kod upućenih čitatelja, pa je 1917. godine uslijedilo i drugo izdanje.
Mobiliziran je 1917. godine. Poslije objave Svibanjske deklaracije u Beču raskolio se hrvatski politički korpus u B. i H., i Pilar se razišao s vodstvom bosanskih franjevaca. Suprotno njima, na drugoj stranicu su se našli Pilar, nadbiskup Stadler i ostali protivnici Deklaracije. Pilar je tad preuzeo uređivanje najvažnijeg hrvatskog političkog glasila u B. i H., Hrvatskog dnevnika.
Razvoj događaja na jugu Monarhije odvijao se mimo Pilarovih želja i uvjerenja, pa u Sarajevu 1918. godine objavljuje neveliku knjižicu (32 stranice maloga formata) Politički zemljopis hrvatskih zemalja. Geopolitička studija, kojim djelom postavlja temelje geopolitike u Hrvata. Toga je i sam bio svjestan jer ističe: "Nije nam poznato, da bi u hrvatskoj književnosti postojalo djelo o političkoj geografiji u navedenom smjeru. (...) Ovaj esej se dakle pokazuje prvijencem na tom polju u našoj literaturi". Pilar u ovom djelu ističe da su se hrvatske zemlje od 1908. godine, dakle od pripajanja BiH, našle u sastavu jedne i to jake države, koja je jamac hrvatskoga opstanka i pod vlašću koje "procvale su pak današnje hrvatske zemlje kao nikad prije".
Proljeća 1918. Pilar se približio frankovcima u Sarajevu, te objavio tri važna rada na stranicama njihova glasila Kroatische Rundschau.
Godine 1920. otišao je iz Tuzle, ali mu je odvjetnički ured radio do 1921. godine. Novi stanar Pilarove vile 1920. godine postala je tzv. ‘Bratinska blagajna’, prethodnik budućeg Zavoda za socijalno osiguranje. Za partizanske vlasti u Tuzli 1943. godine tijekom listopada i studenoga u njegovoj se vili nalazio Oblasni komitet KPJ za istočnu Bosnu, zajedno s Agitpropom i uredništvom lista tuzlanske regije Fronta slobode ali samo prvoga broja. Nakon rata u vili je bio Zavod za socijalno osiguranje Tuzla, od 1948. godine Dom narodnog zdravlja. Srušen je zbog slijeganja tla u razdoblju od 1973. do 1976. godine.

### Zadnje godine i smrt
Bio je protivnik pozicioniranju Hrvatske na Balkan, a raspadom Monarhije i stvaranjem Jugoslavije nastupili su za njega crni dani. U novonastaloj državi Kraljevini SHS suočio se s tvrdim velikosrpskim centralizmom i majorizacijom nesrpskih entiteta, osobito pak neriješenim hrvatskim pitanjem. Zbog svojih političkih uvjerenja bio je nepoželjna osoba, pa se već krajem 1918. godine u Tuzli nova vlast htjela obračunati i s njim kao pristašom Habsburške monarhije. U početku mu je i život bio u opasnosti no stanje se smirilo. Sigurno se može pretpostaviti da se novi vlastodršci ipak nisu usudili izravno obračunati s odvjetnikom nepodijeljena ugleda među Tuzlacima svih narodnosti i vjera i jednim od najuglednijih odvjetnika u gradu. Tuzlu je ipak napustio 1920. i vratio se u Zagreb. Pod političkim pritiskom Pilar likvidirao je svoj odvjetnički ured u Tuzli.
No i u Zagrebu je politički i policijski progonjen te stavljen pred sud. Povlači se iz aktivne politike i bavi pravničkim poslovima, ali to je samo privid jer neumorno piše. Godine 1921. zajedno s Milanom Šufflayem osuđen je u montiranom političkom procesu poradi veleizdaje. Bio je petnaestooptuženi u procesu protiv šesnaest osoba. Optužnica ništa nije dokazala. Proglašen je krivim, 6. kolovoza 1921. godine, te je osuđen na dva mjeseca zatvora, uvjetno na jednu godinu.
Piše i dalje, objavljuje stručna, znanstvena, naizgled nepolitička djela s područja filozofije i povijesti (o bogumilstvu, npr.), ali i niz geopolitičkih, politoloških i socioloških studija. U veljači 1933. godine, opet pod pseudonimom, ovaj put kao Florian Lichtträger (Cvjetko Svjetlonoša), u Berlinu je objavio raspravu Immer wieder Serbien: Jugoslawiens Schicksalsstunde (Uvijek iznova Srbija: Sudbonosni trenutak Jugoslavije (na njemačkom jeziku) za koju je uvod napisao Friedrich Thimme, a tek devedesetih godina 20. stoljeća, u dva loša prijevoda, prevedena je na hrvatski jezik. Knjigu su jugoslavenske vlasti odmah zabranile. O njoj se je u svojoj knjizi Hrvatski narod u borbi za samostalnu i neovisnu hrvatsku državu negativno očitovao dr. Mile Budak, tada već politički emigrant.

Nedugo po objavljivanju ove rasprave Pilar je nađen mrtav u svome stanu. Jugoslavenski tisak naveliko se raspisao o Pilarovu "samoubojstvu", ali otvoren prozor njegova stana, kao i činjenica kako nikada nije posjedovao oružje, navode na sumnju. Hrvatski emigrantski list iz Berlina Nezavisna hrvatska država događaj je otvoreno nazvala umorstvom. Dubravko Jelčić, dobar poznavatelj Pilarova djela, također sumnja kako je riječ o samoubojstvu. U već navedenom članku piše: 
»O Pilarovoj smrti postoje i danas dvije verzije: jedna, da je Pilar, u mračnim danima Aleksandrove diktature, očajavajući nad sudbinom hrvatske politike, digao ruke na sebe; i ta se verzija do danas održala kao službena i vjerodostojna. Ali se, permanentno u kuloarima održala i druga, da je Pilarova smrt uslijedila kao posljedica nasilja beogradskih agenata, koji su u ovom slučaju obavili svoj krvavi posao puno profesionalnije nego u slučajevima Milana Šufflaya (19. veljače 1931.) i Mile Budaka (7. lipnja 1932.).«
Iste godine, 1933., samo koji mjesec prije njegove smrti, izašlo je novo Pilarovo djelo Immer wieder Serbien, koje se može smatrati nastavkom Južnoslavenskog pitanja.
Pokopan je u obiteljskoj grobnici na zagrebačkome groblju Mirogoju.

## Borba za kućevlasnike
Pilar je riješio veliki društveni problem u Kraljevini SHS/Jugoslaviji. Dugo se je borio i na kraju uspješno izborio za prava kućevlasnika u Kraljevini SHS/Jugoslaviji, a taj važan društveni problem podignuo je na međunarodnu razinu.

## Psihologija i sociologija
Pionir sociologije i psihologije u Hrvata. Bio je predsjednik zagrebačkog «Socijološkog društva». Već prve studije Pilaru-psihologu otkrivaju ga kao vrlo važnog i kompetentnog autora, a povijesna znanost psihologije u Hrvata sve donedavno nije ni znala za Pilara.

## Politički zemljopis
Pionir političkog zemljopisa u Hrvata. Prvi je hrvatski autor koji je pisao o njoj. Pojavio se radom dvadesetak godina nakon što se politički zemljopis/geopolitika u vodećim europskim zemljama etablirala kao znanstvena disciplina, u doba kada nalazi i praktičnu primjenu, ali kada se još uvijek nije pojmovno i vrijednosno razlučilo politički zemljopis i geopolitiku. Pilarov rad je Politički zemljopis hrvatskih zemalja. Geopolitička studija (Sarajevo, 1918.) zasnovan još 1911. godine i to je prva rasprava koja se bavi hrvatskom tematikom u okviru te discipline. Otvorio je nove teme i uveo dotad nepoznate pojmove u hrvatski zemljopis.

## Bankarstvo
Bankarstvo je Pilara pratilo od početka rada. Odvjetnik bankarskih kuća, no najvažniji stručni prinos napisao je pred kraj života. Smatra se da "nema bolje analize ni sažetijeg prikaza o krizi bankarstva koja je izbila 1931. i 1932. godine od Pilarovih tekstova", koje je objavio u zagrebačkom Obzoru. Sažetak je objavio u svojoj knjizi na njemačkoj Immer wieder Serbien, objavljenoj u Berlinu 1933. godine. Knjiga je odmah službeno zabranjena u Jugoslaviji. Zbog takva naslova i ranijih stavova o hrvatskome pitanju progonila ga je tajna jugoslavenska policija.

## Južnoslavensko pitanje
Obje spomenute studije bile su samo priprema za kapitalno Pilarovo djelo, neobične sudbine, kod nas poznato pod nazivom Južnoslavensko pitanje. Pilar je i ovo djelo napisao pod pseudonimom, ovom prigodom se prozvao L. v. Südland, a puni naslov djela na njemačkome jeziku, na kojemu je izvorno i napisano, glasi: L.v. Südland, Die südslawische Frage und der Weltkrieg. Uebersichtliche Darstellung des Gesamt – Problems, pa bi pun naslov knjige na hrvatskome jeziku glasio: Južnoslavensko pitanje i svjetski rat. Pregledan prikaz cjelokupnog problema.

### Reakcija na knjigu
Knjiga je u Beču doživjela dva izdanja. Drugo izdanje, kako u Predgovoru hrvatskome prijevodu navodi Fedor Pucek, tiskano je "dobrano prorijeđeno, jer iskrena, premda formalno blaga kritika austrijske politike u hrvatskim zemljama tokom 19. stoljeća nije bila dopuštena od tadašnjih austrijskih vlasti". Pilar je knjigu napisao na njemačkome jeziku jer ju je namijenio njemačkome jezičnome području, austrijskoj čitalačkoj publici posebice, ali i vojnim i političkim krugovima ratujuće Monarhije, međutim zanimanje za knjigu bilo je ispod očekivanja. Ipak, radi preventive su je, kako navodi Pucek, i plijenili.
Još manje zanimanje pokazali su hrvatski političari i intelektualci, zabavljeni kombinacijama oko sjedinjenja sa Srbima. Knjiga, može se reći, u prvo vrijeme nije ispunila zadaću svoga autora. Ali ovo kapitalno djelo s područja južnoslavenske problematike odmah su prepoznali Srbi i zagovornici južnoslavenskoga ujedinjenja, koji su shvatili njezinu poruku i upozorenje Hrvatima neka se ne upuštaju u državne kombinacije koje će biti pogubne po njih. Gotovo panično kupovali su u knjižarama Beča i drugim gradovima Monarhije primjerke knjige, želeći je izbrisali s lica zemlje, "kako bi spriječili da se misli i stajalište toga znamenitog djela prošire u krugovima hrvatske i svjetske inteligencije" (Fedor Pucek).
Zato je knjiga, nedugo po objavljivanju, i postala bibliografska rijetkost, a stvaranjem Kraljevine SHS njezino ponovno objavljivanje postalo je problematično. Pucekov prijevod počeo je izlaziti 1928. godine u omladinskome mjesečniku Hrvatska mladica koji su uređivali dr. Mile Starčević i dr. Rikard Flogel, ali izašla su samo prva dva dijela. "Šestosiječanjska diktatura" - navodi pisac prijevoda - "učinila je kraj izlaženju Hrvatske mladice pa time i ovome prijevodu".

### Prijevod na hrvatski jezik
Treće njemačko izdanje djela tiskano je u Zagrebu ratne 1944. godine, sa svim nedostatcima cenzuriranoga drugog izdanja. Južnoslavensko pitanje napokon je prevedeno na hrvatski jezik 1943. godine, dakle godinu dana prije objavljivanja njemačkoga izdanja, sa svim već navedenima nedostatcima. Knjigu je preveo, uredio i predgovorom popratio marni i u južnoslavensku problematiku upućeni Fedor Pucek, a pod naslovom Južnoslavensko pitanje. Prikaz cjelokupnog pitanja objavila ju je Matica hrvatska.
Zanimljiva je i sudbina prevoditelja. "Dvije godine kasnije, 1945. godine," - piše Dubravko Jelčić u tekstu Umjesto vijenca Ivi Pilaru - "bio je to dostatan razlog "osloboditeljima" da ga po kratkom postupku oslobode života. Time su jugokomunisti potvrdili da se, kad je riječ o Hrvatima i hrvatstvu, nimalo ne razlikuju od Velikosrba. Jasno je i zašto: istina je bila (i jest) najveći neprijatelj i jednima i drugima. Ona je ugrožavala samu egzistenciju njihovu".
Drugo hrvatsko izdanje iz 1990. godine (Hrvatska demokratska stranka, podružnica Varaždin), pretisak je prvoga hrvatskog izdanja, i pati od svih prije spomenutih nedostataka.

### Jelčićev komentar
Dubravko Jelčić pišući o glavnom Pilarovu djelu Južnoslavensko pitanje u već spomenutom eseju, ističe:
»U dugom nizu godina Pilarova knjiga bila je doista jedina sustavna i pregledna, povijesno objektivna raščlamba velikosrpske imperijalne ideje, njezine geneze, njezinih ciljeva, njezine metode, knjiga prave udžbeničke vrijednosti u najpozitivnijem smislu te riječi, i oni koji su imali sreću da su svoja prva temeljita znanja o tome, i o hrvatsko-srpskim odnosima uopće tijekom zadnjih 140-150 godina, crpili iz nje, i svoju orijentaciju temeljili na spoznajama koje im je ona pružila, bili su pošteđeni mnogih zabluda i lutanja, na koje su bili osuđeni oni drugi, kojima su misli i uvjerenja formirali pisci jugoslavensko-srbofilske orijentacije, koji su u prvoj, kraljevskoj Jugoslaviji bili protežirani a u drugoj, titovsko-komunističkoj, čak i jedino mogući. U vrijeme prvoga svjetskoga rata, kad se uz ostalo odlučivala i sudbina hrvatskoga naroda, Pilar alias Südland zastupao je zrele političke koncepcije bitno suprotne tragičnom defetizmu Trumbićevih i Supilovih pogleda. Pilar je unaprijed, dalekovidno, znao i ono što Supilo nije dokučio nikada, a Trumbić je uvidio tek poslije osobno stečenog iskustva, da je hrvatsko-srpska državna zajednica moguća samo na štetu Hrvata i da ona, u krajnjem cilju, može dovesti, i mora dovesti, samo do njihova nestanka pred agresivnom mitomanskom najezdom velikosrpskog barbarstva. Pilar je ne samo dubokom, iskrenom hrvatskom sviješću nego i senzibilitetom humanistički naobraženog i umjerenog intelektualca, doslovno osvijestio i otrijeznio od jugoslavenskog pijanstva brojne Hrvate, koji su bilo kada, tijekom zadnjih sedamdesetak godina, došli u priliku da upoznaju njegovo Južnoslavensko pitanje, fundamentalno naše djelo epohalnog značenja, kojemu ni danas ne znamo boljeg i temeljitijeg premca o predmetnoj temi; djelo za koje možemo reći da ga je vrijeme, od njegova nastanka pa sve do danas, brojnim događajima, doslovno potvrdilo, ne osporivši ga ni u jednoj jedinoj pojedinosti. Danas bismo mogli navesti stotine ako ne i tisuće novih dokaza u prilog Pilarovih teza, a to znači da njegove spoznaje nisu bile plod intelektualističko-političarske kombinatorike niti apriornih animoziteta, nego su naprotiv bile duboko utemeljene u samoj prirodi stvari o kojima govori Pilarovo djelo. Suvremenom čitatelju Pilarova knjiga posebno je zanimljiva zato jer hrvatsko-srpske odnose prelama kroz optiku Bosne i Hercegovine. Iz nje se razabire na koji način je Srbija širila svoj utjecaj iskorištavajući s jedne strane svoj položaj države koja raspolaže svim sredstvima kojima raspolaže svaka država, a s druge strane nemoć Hrvatske da se srpskoj penetraciji suprotstavi odgovarajućim sredstvima i metodama. Kad poslije svega što se dogodilo u zadnje dvije godine (Jelčićev tekst objavljen je 1993.), i u Srbiji i u Hrvatskoj, a pogotovo u Bosni i Hercegovini, s današnjim iskustvom, čitamo Pilarovu knjigu, nismo samo zadivljeni oštroumnošću njegovih analiza, izvedenih prije sedamdeset i pet godina, nego i užasnuti kratkovidnošću većine naših tadašnjih i potonjih, upravo dojučerašnjih političara, u prvom redu onih koji su vodili glavnu riječ a nisu razumjeli ni što se to zbivalo i zbiva, ni kamo ta zbivanja vode.« (D. Jelčić, Pripravni za problem?, str. 116. – 117. i Politika i sudbine: eseji, varijacije i glose o hrvatskim političarima, str. 229. – 232.).

## Pilar u svjetskoj politici
Pilar je inicijator promemorije poslane papi Benediktu XV. Dan prije nego što je upućena papi zagrebačkom nadbiskupu dr. Antunu Baueru Pilar se obratio zamolivši ga da se preko Svete Stolice zauzme za ostanak Italije izvan rata. Nadbiskup Stadler se bojao da bi uključenje Italije u rat na strani Antante moglo značiti poraz Austro-Ugarske te je 28. siječnja 1915. papi Benediktu XV. poslao Promemoriju i zamolio ga neka se zauzme za očuvanje talijanske neutralnosti u svjetskom sukobu.
Godine 1917. je nadbiskupu Stadleru predao „Spomenicu o rješenju južnoslavenskog pitanja", gdje je kao optimalno rješenje predložio da se "južnoslavenske pokrajine ujedine u jedno jedinstveno upravno područje" koje bi činili: Hrvatska, Slavonija, Dalmacija, Bosna, Hercegovina, Istra, Kranjska, Južna Štajerska do rijeke Drave, Gorica i Gradiška, a za Trst je predviđao poseban status, prema kome bi ta luka bila neposredno podređena državnoj vlasti. Ideju "narodnog jedinstva" Srba i Hrvata smatrao je štetnom, osobito je bio zabrinut za BiH i prepoznavao je da Svibanjska deklaracija vodi ka jugoslavenskoj državi koja će biti velikosrpska. Brinuo se oko opstanka Monarhije i budućeg položaja Hrvata unutar nje pa su Pilar i Stadler obratili se caru i kralju Karlu I. (IV.) i sastavili Promemoriju o rješenju južnoslavenskog pitanja.

## Zanimljivost
Bio je i osnivač te prvi predsjednik Društva vegetaraca - prvog vegetarijanskog društva u Hrvatskoj (1928. u Zagrebu).

## Djela
- Secesija: studija o modernoj umjetnosti / od Ive Pilara, Zagreb, 1898.
- Nadbiskup Štadler i Hrvatska narodna zajednica, Sarajevo, 1910., pod pseudonimom Zajedničar, (pretiskano iz Hrvatske zajednice)[17]
- Svjetski rat i Hrvati. Pokus orijentacije hrvatskoga naroda još prije svršetka rata, Zagreb, 1915. (pod pseud. Dr. Juričić), (2. izd., Zagreb, 1917. ; Institut društvenih znanosti "Ivo Pilar" - Družba Braća Hrvatskoga Zmaja, Zagreb, 2014.)
- Politički zemljopis hrvatskih zemalja. Geopolitička studija, Sarajevo, 1918.
- Die südslawische Frage und der Weltkrieg. Uebersichtliche Darstellung des Gesamt – Problems, Beč, 1918., (pod pseud. L. v. Südland), (2. izd. Beč, 3. izd. Zagreb, 1944.)
- Borba za vrijednost svoga "Ja": pokus filozofije slavenskog individualizma / napisao Ivo Pilar, Zagreb, 1922. (2. izd., Udruga Hrvatsko zajedništvo, Zagreb, 2020.)
- Bogomilstvo kao religijozno-povijestni te kao socijalni i politički problem: dva predavanja što ih je na 10. veljače i 10. ožujka 1927. održao u sociološkom društvu u Zagrebu / Ivo Pilar, Zagreb, 1927.
- O dualizmu u vjeri starih Slovjena i o njegovu podrijetlu i značenju / napisao Ivo Pilar, Zagreb, 1931.
- Kriza kapitalizma / predavanje Pilara Ivana, održano den 28. listopada 1931. u pučkom sveučilištu u Zagrebu, P.o.: Mjesečnik, br. 10.-11., Zagreb, 1931.
- Immer wieder Serbien, (pod pseud. Florian Lichtträger), Berlin 1933.
- Južnoslavensko pitanje: prikaz cjelokupnog pitanja/ L. von Suedland; [prev. i predgovor napisao Fedor Pucek], Zagreb, 1943., (2. izd. Varaždin, 1990.; Matica hrvatska, Vinkovci, 2017.; Udruga Hrvatsko zajedništvo, Zagreb, 2018.;  Institut društvenih znanosti "Ivo Pilar" i Školska knjiga, Zagreb, 2021.)
- Izabrana djela dr. Ive Pilara, (sv. 1. Politički zemljopis hrvatskih zemalja: geopolitička studija, Zagreb, 1995., sv. 2. Uvijek iznova Srbija, Zagreb, 1997., sv. 3. Usud hrvatskih zemalja, Zagreb, 1997.)

## Spomen
- Po Ivi Pilaru, hrvatskom povjesničaru i utemeljitelju hrvatske geopolitike, od 18. veljače 1997. godine, nazvan je Institut društvenih znanosti u Zagrebu.[18]
- 2016.: Družba "Braća Hrvatskoga Zmaja" i Institut društvenih znanosti Ivo Pilar postavili su mu spomen-ploču na zgradi u kojoj se nekada nalazio njegov odvjetnički ured u Berislavićevoj 6 u Zagrebu.[19]

## Vanjske poveznice
- Institut društvenih znanosti "Ivo Pilar"
- dr. Ivo Pilar: Literatura o Ivi Pilaru, Bibliografija radova i neobjavljena građa, Životopis dr. Ive Pilara (6. studenoga 2008.), pilar.hr
- Južnoslavensko pitanje: prikaz cjelokupnog pitanja, archive.org
- Željko Holjevac, Dr. Juričić, L. von Südland, Florian Lichtträger Hrvatski lučonoša Ivo Pilar  Arhivirana inačica izvorne stranice od 5. svibnja 2019. (Wayback Machine),  Hrvatska revija, br. 3, 2018.
- Ivo Pilar: 3. dio teksta iz Političkog zatvorenika, mjesečnika Hrvatskog društva političkih zatvorenika[neaktivna poveznica]
- Ivo Pilar: 4. dio teksta iz Političkog zatvorenika, mjesečnika Hrvatskog društva političkih zatvorenika[neaktivna poveznica]